# Żabno (powiat bytowski)

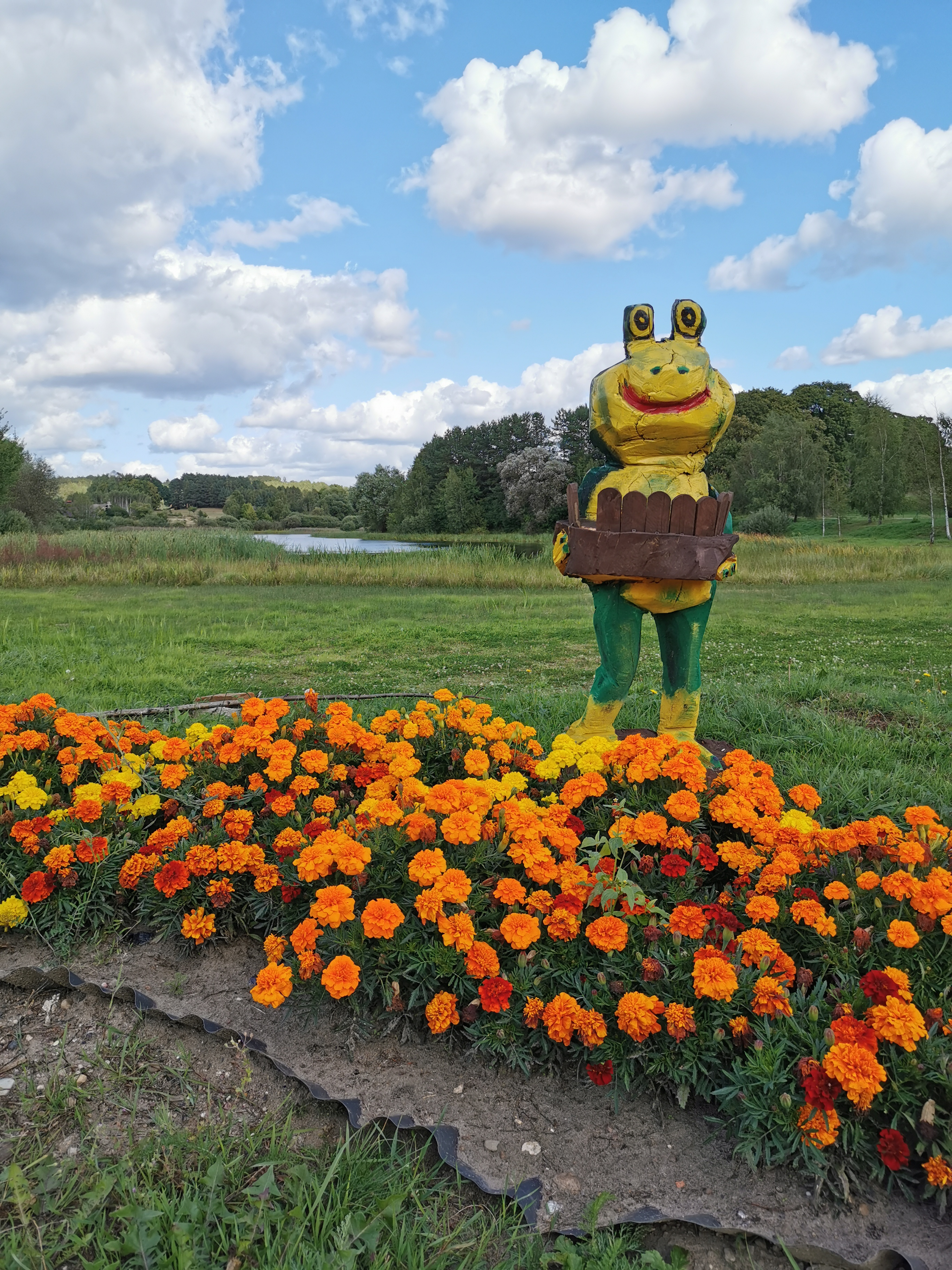
Dekoracje w centrum wsi

Żabno (kaszub. Żabno) – wieś w Polsce położona na Pojezierzu Bytowskim, w województwie pomorskim, w powiecie bytowskim, w gminie Miastko.
Wieś wchodzi w skład sołectwa Role-Żabno.
W latach 1973–1976 miejscowość była siedzibą gminy Żabno. W latach 1975–1998 miejscowość administracyjnie należała do województwa słupskiego.

## Historia[6]
Najwcześniejsze znaleziska siegają epoki ceramiki sznurowej (lata 2500 - 1700 p.n.e). W Żabnie znaleziono topór kamienny, czworościenny ze zwężonym obuchem.
Znaleziono także cmentarzysko kurchanowe kultury łużyckiej z wieloma mogiłami.
Wieś lokalizowana jako własność rodziny Puttkamer ok. 1590 r. (wraz z Żabnem lokalizowano: Wiatrołom, Czarnice, Osówke, Ponikłe, Laski, Jesionke). Wraz z Żabnem powstało kilka okolicznych folwarków i owczarni.